# Андгра-Прадеш
А́ндгра-Праде́ш (тел. ఆంధ్ర ప్రదేశ్, гінді आन्ध्र प्रदेश, англ. Andhra Pradesh) — штат у центральній Індії на узбережжі Бенґальської затоки. Тимчасовий адміністративний центр — Гайдерабад розташований на території штату Телангана. Планується, що новою столицею штату повинно стати місто Амараваті, розташоване в окрузі Ґунтур.

## Географія
Клімат тропічний. Пересічна температура січня +20 °C, +24 °C, травня +28 °C, +31 °C (найтепліший місяць). Опадів — до 1500 мм на рік. Переважає тропічна рослинність. Рельєф височинно-гористий. Плато Декан та Східні Ґати.

## Історія
Протягом своєї багатовікової історії територія штату входила до складу держав Сатаваханів, адранських Ікшваків, Паллавів, Вішнукундинів, Саланкаянів, Чолів, Реддів, імперії Віджаянагара.
Штат утворений у 1953 року в телугомовній області штату Мадрас. Він отримав назву Андра (Андгра), адміністративним центром стало місто Карнул. У 1956 році в результаті реорганізації колишнього штату Гайдерабад до Андгри було приєднано телугомовну область Теленгана. Новий об'єднаний штат отримав назву Андгра-Прадеш.
2 червня 2014 року 10 округів Андгра-Прадешу було відділено у окремий штат Теленгана. Це сталося під впливом неодноразових виступів місцевого населення проти злиття з Андрою.
У травні-червні 2015 року штат дуже сильно постраждав від аномальної спеки. Тоді загинуло близько 1 735 чоловік.

## Господарство
Економіка штату аграрна: виробляється рис, цукрова тростина, тютюн (80 % вироблюваного в Індії), арахіс, бавовник, джовар, баджра, кукурудза, ріпак. Розводять тяглову худобу. Понад 1000 невеликих підприємств (переважно харчової і текстильної промисловості). Видобування вугілля, слюди, марганцю, бариту. Суднобудівна верф і морський порт у Вішакхапатнамі. Бл. 2 тис. км судноплавних каналів. Університет.
Індійський космодром імені Сатіша Дхавана розташований на острові Шрихарикота, що належить до штату Андгра-Прадеш.

## Населення
Зміна чисельності населення (до відділення штату Телангана):
- 1956 — 31,26 млн чол.;
- 1991 — 66,31 млн чол.;
- 2001 — 76,21 млн чол.

Основні мови штату телугу, урду, тамільська.
Релігійний склад населення: індуїсти 90,87 %, мусульмани 7,33 %, християни 1,38 % (2011, перепис).
Найбільші міста (чисельність населення за переписом 2011 року):
- Вішахапатнам — 1 728 128 осіб;
- Віджаявада — 1 034 358 осіб;
- Ґунтур — 647 508 осіб;
- Неллур — 499 575 осіб;
- Карнул — 430 214 особи;
- Раджамандрі — 341 831 особа.

## Адміністративний поділ
Штат поділяється на 13 округів, які, в свою чергу, поділяються на мандали:

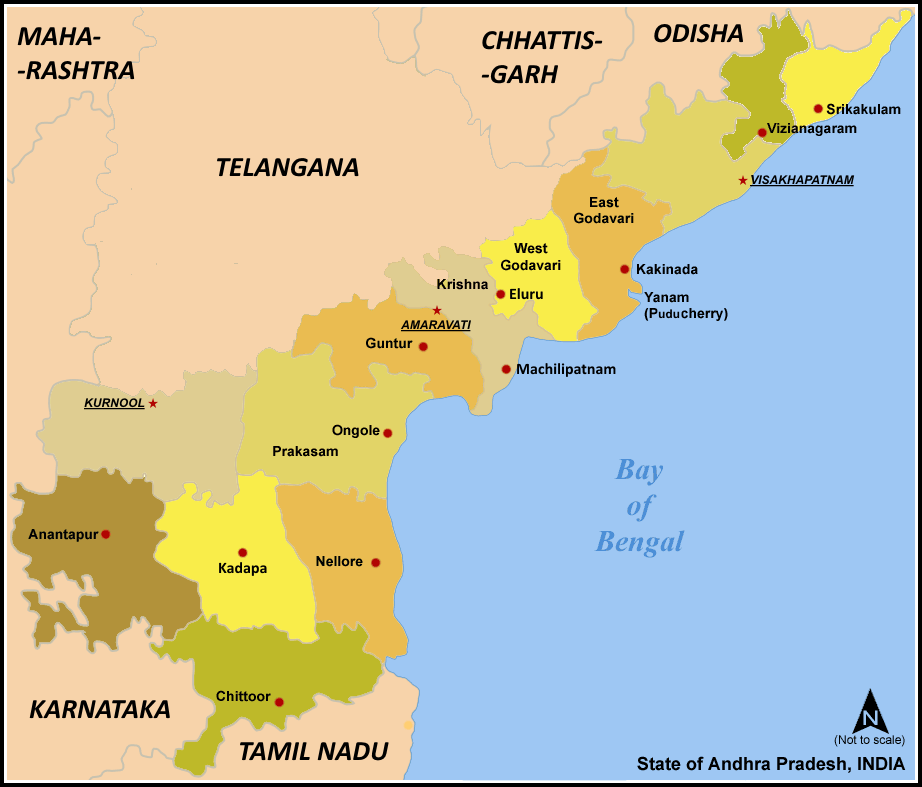
Округи штату Андгра-Прадеш

| Округи            | Площа (км²) | Населення (2011, перепис) | Щільність населення (осіб./км²) | Адмін.центр   | Кількість мандалів |
| ----------------- | ----------- | ------------------------- | ------------------------------- | ------------- | ------------------ |
| Анантапур         | 19 130      | 4 083 315                 | 213                             | Анантапур     | 63                 |
| Візіанаґарам      | 6 539       | 2 342 868                 | 384                             | Візіанаґарам  | 34                 |
| Вішакгапатнам     | 11 161      | 4 288 113                 | 340                             | Вішакгапатнам | 43                 |
| Ґунтур            | 11 391      | 4 889 230                 | 429                             | Ґунтур        | 57                 |
| Західний Годаварі | 7 742       | 3 934 782                 | 490                             | Елуру         | 46                 |
| Кадапа            | 15 359      | 2 884 524                 | 188                             | Кадапа        | 50                 |
| Карнул            | 17 658      | 4 046 601                 | 229                             | Карнул        | 54                 |
| Кришна            | 8 727       | 4 529 009                 | 519                             | Мачиліпатнам  | 50                 |
| Неллуру           | 13 076      | 2 966 082                 | 227                             | Неллуру       | 46                 |
| Пракасам          | 17 626      | 3 392 764                 | 193                             | Онголе        | 56                 |
| Срикакулам        | 5 837       | 2 699 471                 | 462                             | Срикакулам    | 37                 |
| Східний Годаварі  | 10 807      | 5 151 549                 | 477                             | Какінада      | 59                 |
| Читтур            | 15 152      | 4 170 468                 | 275                             | Читтур        | 66                 |

## Особистості
- Равіндер Редді — відомий індійський скульптор-монументаліст